# Spirostreptus strongylopygus
Spirostreptus strongylopygus är en mångfotingart som beskrevs av Carl Graf Attems 1950. Spirostreptus strongylopygus ingår i släktet Spirostreptus och familjen Spirostreptidae. Inga underarter finns listade i Catalogue of Life.